# Chiesa del Santissimo Crocifisso (Palmi)
La chiesa del Santissimo Crocifisso è un luogo di culto cattolico di Palmi. L'edificio è ubicato nel rione Cittadella e prospetta sulla piazzetta dell'Annunziata. Chiamata anche chiesa dei Monaci, è sede del sacrario diocesano della diocesi di Oppido Mamertina-Palmi, che conserva numerose reliquie di santi e, al suo interno, è custodito e venerato un pregevole Crocifisso ligneo risalente al XVII secolo, segnalato nell'Inventario degli Oggetti d'Arte d'Italia.

## Storia
Nel 1537 venne eretto, da un certo frate Antonio, un piccolo monastero di religiosi dell'ordine dei Frati Minori Osservanti, chiamato La Annunziata, e contiguo alla congregazione laicale di santa Maria De Caravellis. Con ogni probabilità il luogo di culto del monastero venne edificato sulle rovine di una preesistente chiesa, intitolata anch'essa a Santa Maria de Caravellis.

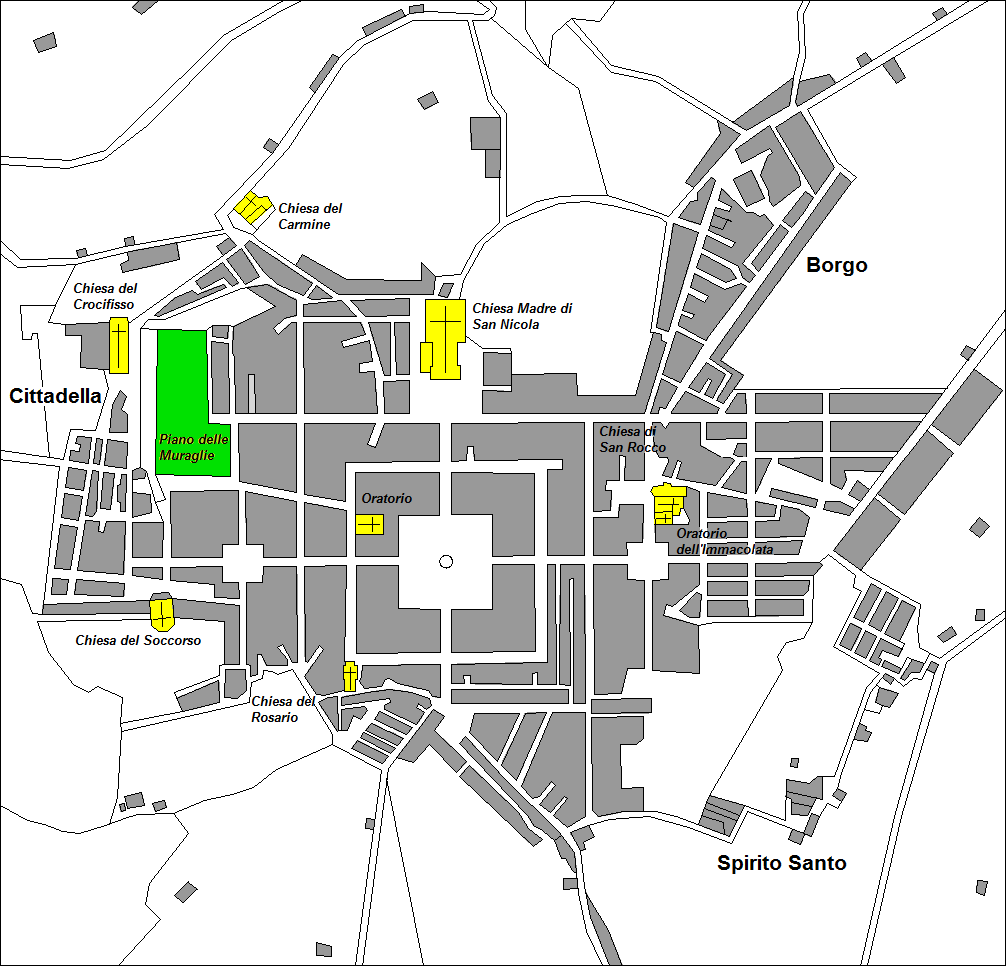
Localizzazione della chiesa del Crocifisso nella pianta ottocentesca di Palmi.

Nel 1621 il convento dell'Annunziata passò all'Ordine dei Frati Minori Cappuccini e, nel 1638, la chiesa venne eretta a "provincia religiosa". In quel secolo e nel successivo (fino al 1795), il luogo di culto fu adoperato anche per la sepoltura dei fedeli. Inoltre, nel periodo feudale, la chiesa era adibita a parlamento cittadino e in essa, il 22 dicembre 1635, il popolo chiamato in parlamento dal suono della campana, espresse la volontà di distaccarsi da Seminara e far divenire Palmi universitas autonoma. 
Il 21 aprile 1652, con la riforma papale di Papa Innocenzo X, il convento dell'Annunziata di Palmi venne soppresso. La chiesa venne citata, nel 1693, dall'abate Giovan Battista Pacichelli nell'opera Il Regno di Napoli in Prospettiva.

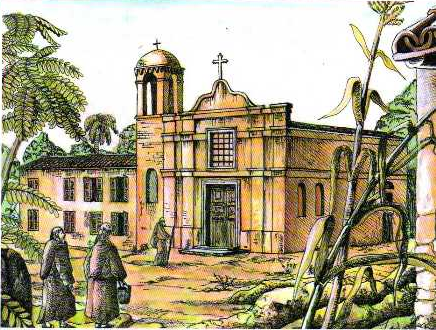
Dipinto della chiesa e del convento annesso, XIX secolo.

Nel 1704 il convento venne demolito e ricostruito, e la chiesa fu abbellita. In occasione della visita del 1707 di mons. Domenicantonio Bernardini vescovo della diocesi di Mileto, venne evidenziata la presenza nella chiesa di una confraternita del Santissimo Crocifisso. 

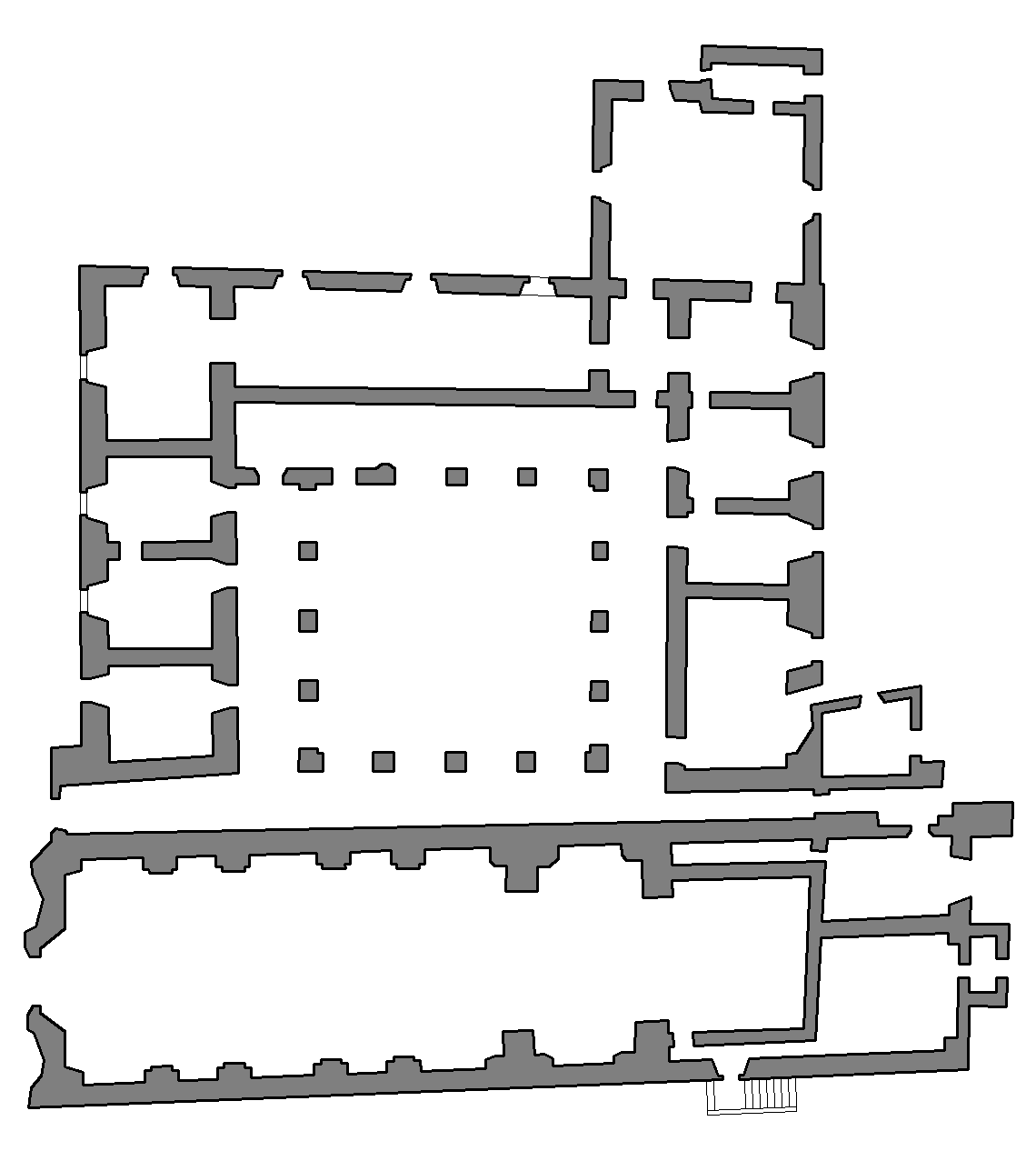
Pianta della chiesa e del convento di monaci annesso alla fine del XIX secolo.

La chiesa ed il convento subirono gravi danni a seguito del terremoto del 1783. La chiesa inoltre fu il luogo di seppellimento di tutte le vittime cittadine provocate dal sisma e venne riaperta al culto nel 1798, con i lavori effettuati tramite l'obolo dei fedeli.
Le leggi francesi soppressero il convento il 7 agosto 1809, ma lo stesso venne ripristinato nel 1822.
Il convento fu nuovamente soppresso il 7 luglio 1866, quando il governo del Regno d'Italia decretò la cancellazione di tutti gli ordini religiosi. L'anno seguente lo stato italiano donò l'edificio al Comune di Palmi, che in un primo tempo si adoperò affinché continuasse ad essere officiato, anche se, negli anni seguenti, venne adibito a seggio elettorale, ad aula di tribunale, a sala per comizi ed altro.
Nel 1875, a seguito della proposta di istituzione di una nuova «diocesi di Palmi», la chiesa fu ipotizzata come sede della cattedrale e del vescovado. Nel maggio del 1883 la popolazione, con il supporto del reverendo Lopresti, insorse contro la giunta municipale del tempo, che invece aveva deciso l'abbattimento del monumento religioso per far posto ad un battaglione di soldati.
La chiesa fu uno dei pochi luoghi di culto cittadini che non riportarono danni a seguito del terremoto del 1894.
Nemmeno il terremoto del 1908 distrusse l'edificio, a differenza del monastero che non venne mai più ricostruito.
Fino al 1918 i riti vennero ancora officiati dai Frati Minori Riformati, ridotti allo stato secolare e, nel 1933, il podestà Vincenzo Silipigni concesse la chiesa alla diocesi di Mileto, che nel frattempo aveva assunto la sede provvisoria della parrocchia di Maria Santissima del Soccorso, poiché la chiesa parrocchiale era in ricostruzione post sisma del 1908.
La seconda guerra mondiale apportò gravi danni alla copertura dell'edificio e, nel periodo tra il 1970 e il 1984, vennero eseguiti dei lavori di restauro per l'interno.
Nel 1979 il luogo di culto e tutta la città di Palmi passarono dalla giurisdizione della diocesi di Mileto a quella nuova di Oppido Mamertina-Palmi.
Nel 1990 vi fu l'adeguamento liturgico della chiesa alla riforma post Concilio Vaticano II, con l'aggiunta di una mensa al centro del presbiterio, e nel 1992 venne effettuato un nuovo restauro dell'edificio, da parte della Soprintendenza di Reggio Calabria e di Vincenza Posterino Bagalà, riguardante la copertura, l'abside e la facciata, con cerimonia di riapertura al culto il 3 luglio 1993.
Nel 2008 venne effettuato il trasferimento di proprietà della chiesa dal Comune di Palmi alla diocesi di Oppido Mamertina-Palmi.
L'ultima ristrutturazione del luogo di culto, interna ed esterna, è del 2019, realizzata con i fondi dell'otto per mille.

## Descrizione

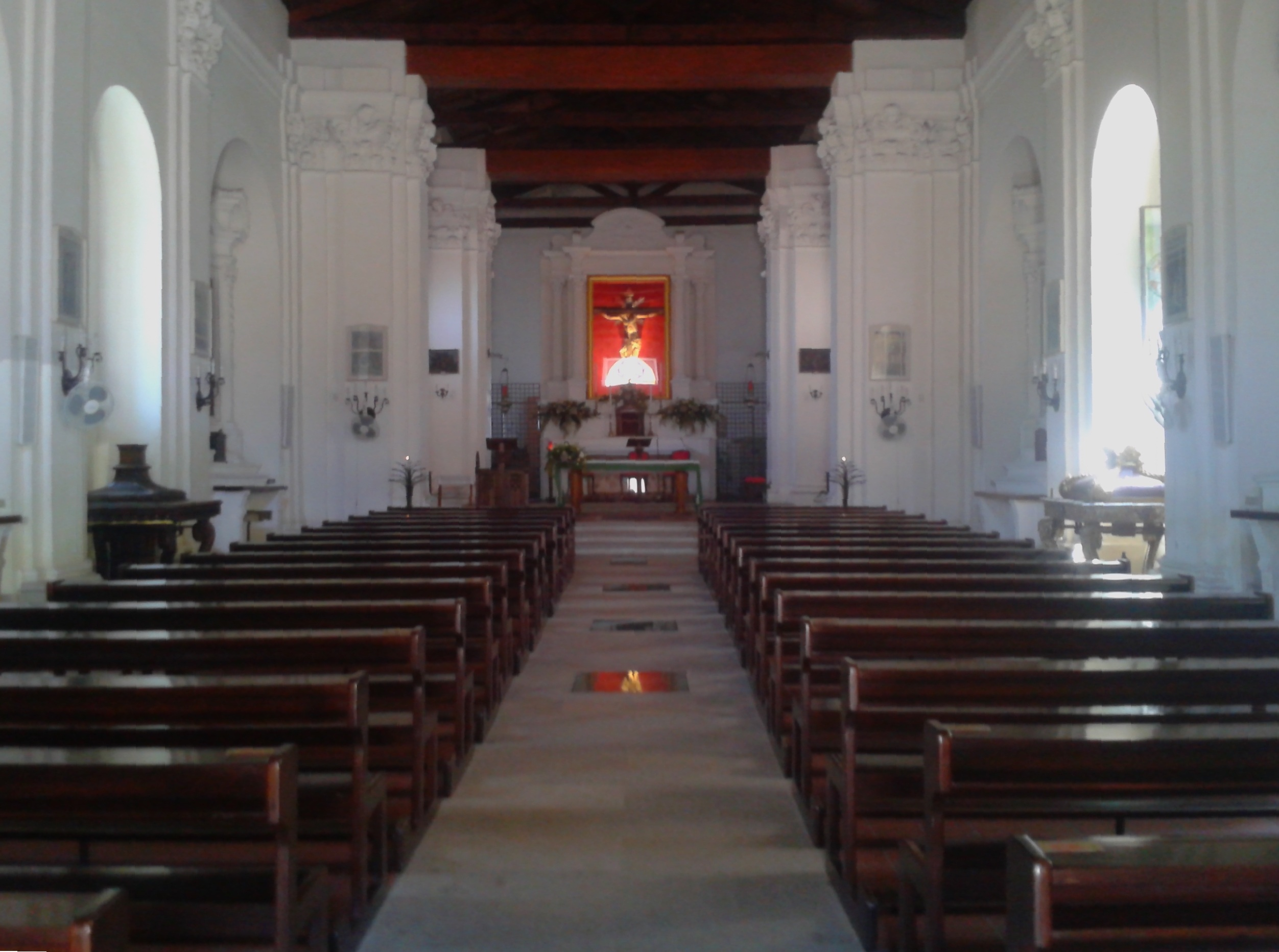
Interno della chiesa.

### Esterno
La facciata della chiesa è a capanna e presenta un portale d'ingresso incorniciato da due lesene corinzie che sorreggono un timpano curvilineo spezzato. Ai lati del portale sono invece collocate due coppie di paraste che sorreggono a loro volta un frontone triangolare, delimitato da modanatura con cornice, che chiude dalla parte superiore il prospetto. Le due paraste all'estremità del prospetto smussano gli angoli dell'edificio. Tra il portale ed il frontone è collocata una monofora semicircolare. Nella parte inferiore della facciata si innalza una zoccolatura in pietra che si sviluppa per tutta la larghezza della stessa, che è conclusa, nel punto più alto, da una croce in ferro.
Le facciate laterali e quella tergale non presentano alcun tipo di elemento architettonico, eccezion fatta per una serie di monofore. Le monofore corrispondenti al transetto interno sono semicircolari.
La copertura dell'edificio è a doppia falda, con manto in coppi e tegole.
Il campanile è a vela, realizzato nella parte posteriore dell'edificio, sopra la copertura.

### Interno
Al suo interno la chiesa è formata da una sola navata rettangolare, che termina con un transetto e la successiva abside, anch'essi di forma rettangolare. L'aula corrisponde alla navata mentre il presbiterio, rialzato di tre gradini rispetto al resto dell'edificio, equivale al transetto e all'abside.

#### Navata

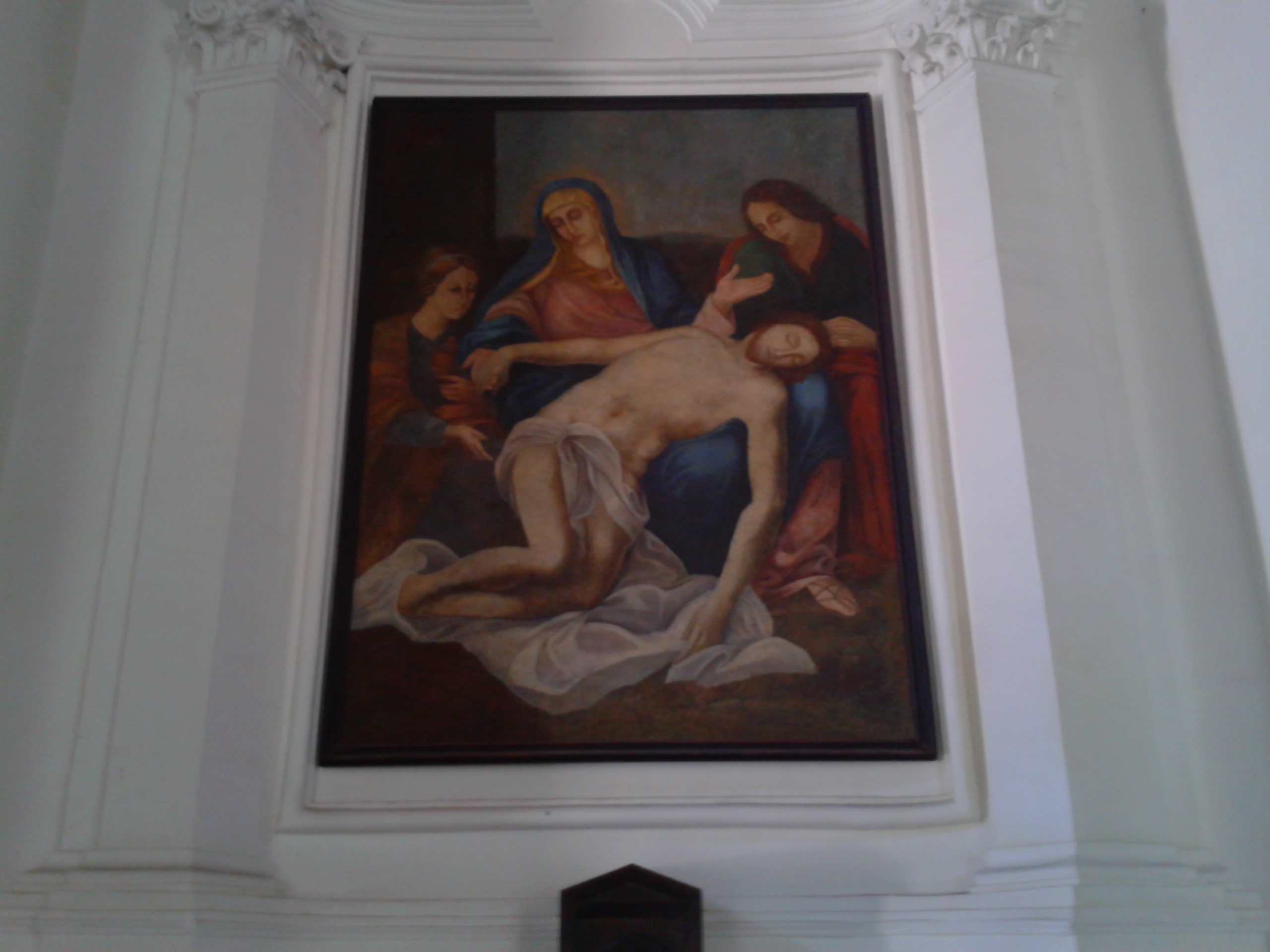
Tela raffigurante la deposizione.

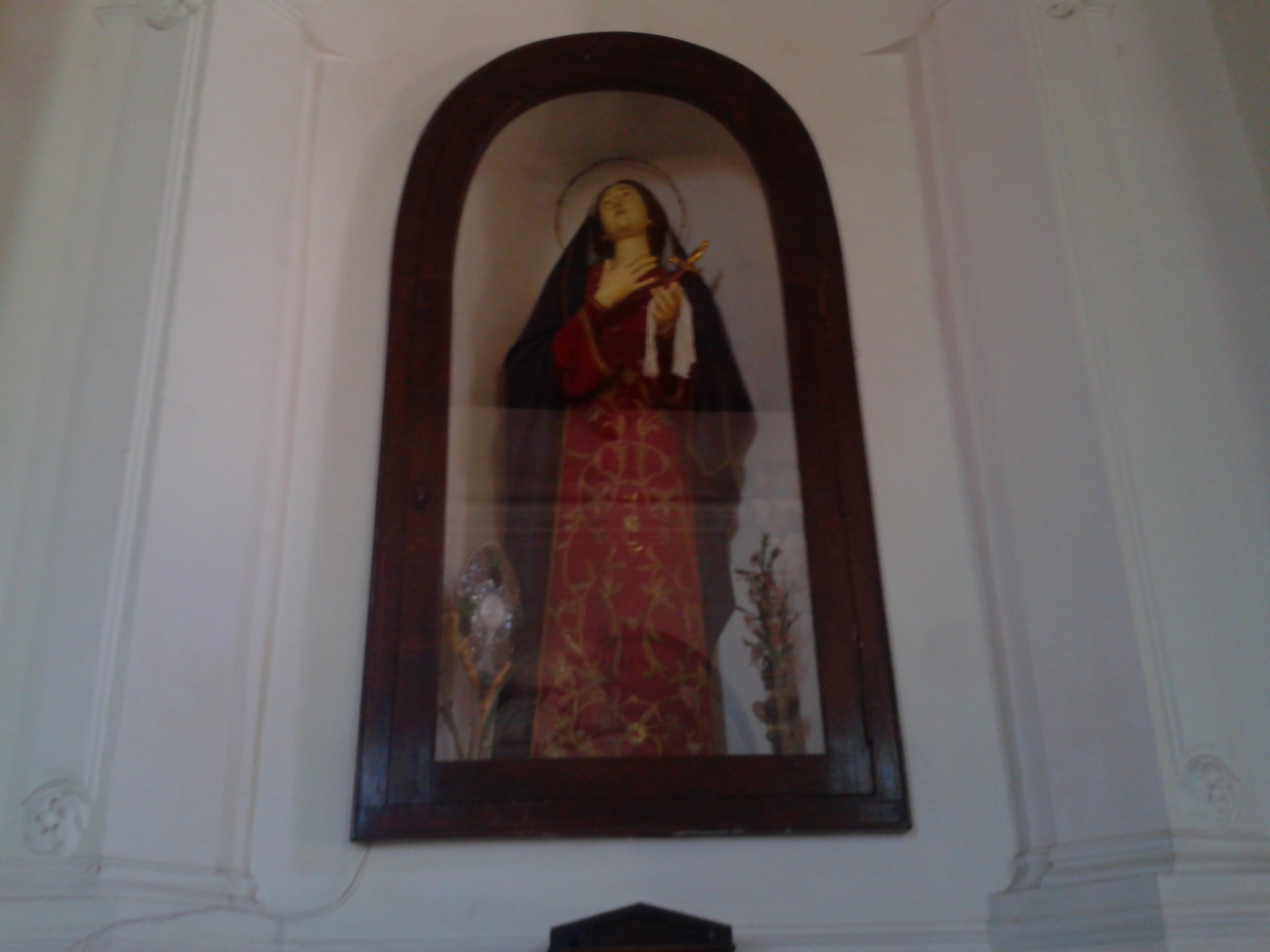
Nicchia contenente il manichino di Maria Santissima Addolorata.

La controfacciata presenta, ai lati dell'ingresso, due paraste e quattro cornici con dipinte altrettante Stazioni della Via Crucis, opera del pittore Saverio Ungheri.
Le pareti laterali risultano scandite verticalmente da lesene alternate ad arcate a tutto sesto che creano delle nicchie profonde e che le suddividono in cinque campate ciascuna, entro le quali sono disposti alternati gli altari laterali e le finestre. Quasi al ridosso della copertura è presente una trabeazione. Tutti gli altari laterali sono realizzati ad opera di maestranze calabresi, in muratura intonacata e stucco modellato, dipinti e raffiguranti ornamenti vegetali, con tabernacolo in legno intagliato. Le finestre sono invece realizzate con vetrate artistiche rappresentanti i quattro santi evangelisti.
Partendo dall'ingresso, nella prima campata di sinistra è collocato l'altare laterale di Sant'Antonio da Padova (XVIII secolo), alla cui sommità è posta la colomba dello Spirito Santo. Lo sportello di tabernacolo illustra un calice (XX secolo) mentre la pala d'altare, di scuola calabrese, realizzata in olio su tela rappresenta Sant'Antonio da Padova (XIX secolo).
Nella seconda campata è posizionata una finestra, con sottostante confessionale in legno opera di artigiani locali.
Nella terza campata si trova l'altare laterale della Deposizione di Gesù (XVIII secolo), alla cui sommità è posta una testa di angelo. Lo sportello di tabernacolo illustra un ostensorio (XX secolo) mentre la pala d'altare, in olio su tela, rappresenta la Deposizione di Gesù.
Nella quarta campata è posizionata una finestra, con sottostante base processionale in legno (XX secolo) utilizzata per il trasporto a spalla in processione del Crocifisso ligneo collocato nel transetto.
Nella quinta campata è collocato l'altare laterale dell'Immacolata Concezione (XVIII secolo), alla cui sommità è posta la colomba dello Spirito Santo. La pala d'altare raffigura l'Immacolata Concezione con San Francesco d'Assisi e Sant'Antonio da Padova (XVII secolo), opera del pittore napoletano Francesco De Rosa.
Sempre partendo dall'ingresso, nella prima campata di destra è collocato l'altare laterale della Madonna Assunta (XVIII secolo), alla cui sommità sono poste due statue di angeli. Lo sportello di tabernacolo illustra un ostensorio (XX secolo) mentre la pala d'altare, di ambito calabrese, in olio su tela rappresenta la Madonna Assunta e angeli (XIX secolo) ed è sovrastata dalla scritta <<per divozione e fede - Domenico Basili>>.
Nella seconda campata è posizionata una finestra.
Nella terza campata si trova l'altare laterale della Madonna Addolorata (XVIII secolo), alla cui sommità è posta una testa di angelo. Lo sportello di tabernacolo raffigura un ostensorio (XX secolo) e, sotto di esso, è collocato un paliotto in raso ricamato (XX secolo) mentre nella parte superiore è posta una nicchia contenente un manichino in legno scolpito e dipinto, unico nel suo genere in tutte le chiese cittadine, rappresentante la Madonna Addolorata (XIX secolo), di scuola napoletana.
Nella quarta campata è posizionata una finestra, con sottostante base processionale in legno realizzata nel 1878 ed utilizzata per il trasporto a spalla in processione del Crocifisso ligneo collocato nell'altare maggiore.
Nella quinta campata è collocato l'altare laterale del Sacro Cuore di Gesù (XVIII secolo), alla cui sommità è posta la colomba dello Spirito Santo e, al di sotto, una pala d'altare in olio su tela rappresentante il Sacro Cuore di Gesù (XIX secolo), opera dell'architetto locale Nino Bagalà.
Completano le pareti laterali ulteriori Stazioni della Via Crucis, opera del pittore Saverio Ungheri e collocate nelle lesene.
Nei due brevi tratti di parete che dividono la navata dal transetto, sono collocate le ultime due Stazioni della Via Crucis.
Il soffitto della navata è formato da un tetto in legno, a doppia falda inclinata, sorretto da capriate a vista anch'esse in legno e posizionate in corrispondenza delle lesene delle pareti laterali.
La pavimentazione è invece formata da lastre di pietra granitica Sono state mantenute a vista nel pavimento le lapidi marmoree, con vetro di protezione, in corrispondenza delle sepolture che venivano fatte nella chiesa nei secoli passati. Nel corridoio centrale sono collocate ulteriori lastre di vetro a protezione delle aperture di collegamento con i locali che esistevano sotto la chiesa.

#### Transetto

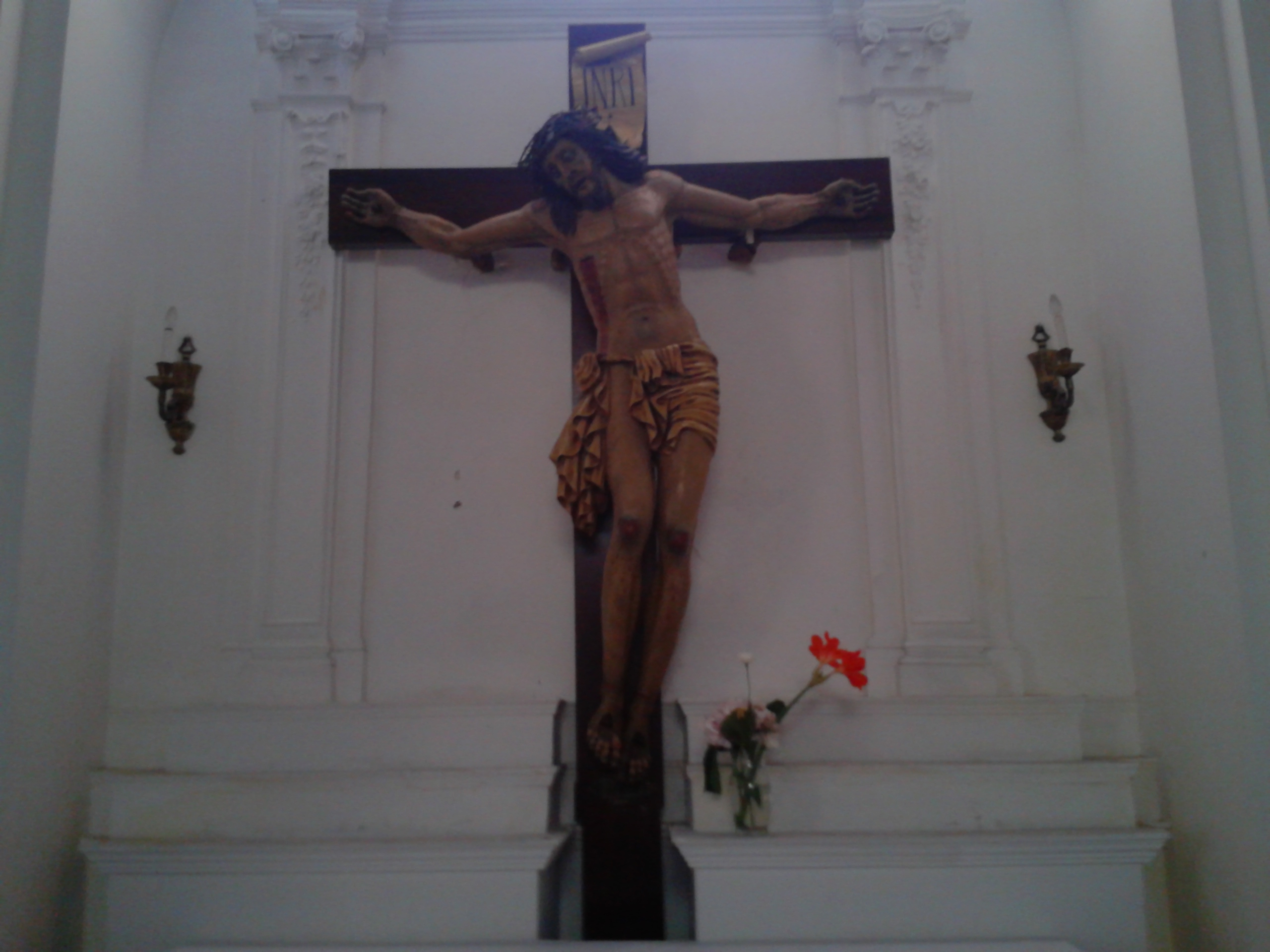
L'altare laterale con il Santissimo Crocifisso del 1961.

Il transetto si sviluppa trasversalmente per la stessa larghezza della navata. Alle estremità presenta delle pareti con, nella parte alta, una apertura a lunetta e, nella parte bassa, due altari laterali realizzati in muratura intonacata e stucco modellato e dipinti ad opera di maestranze locali.
Alla sinistra è posto l'altare laterale del Santissimo Crocifisso (XVIII secolo), con paliotto mobile del secondo dopoguerra in tessuto ricamato in seta, opera di manifattura calabrese, sovrastato da un Crocifisso (1981) in legno scolpito e dipinto.
Alla destra invece è collocato l'altare laterale della Madonna (XVIII secolo), con sportello di tabernacolo in legno intagliato (XX secolo), di bottega calabrese, e pala d'altare in olio su tela raffigurante la Madonna con Gesù Bambino e santi (XVIII secolo), di scuola dell'Italia meridionale.
La pavimentazione del transetto è formata da piastrelle in cotto e nella quale, davanti alla mensa, è collocata una botola con grata in ferro per l'accesso alla cripta sottostante. Il soffitto ripropone la stessa tipologia della navata, seppur diviso da quest'ultima e dall'abside da ulteriori due imponenti travi in legno.

#### Abside

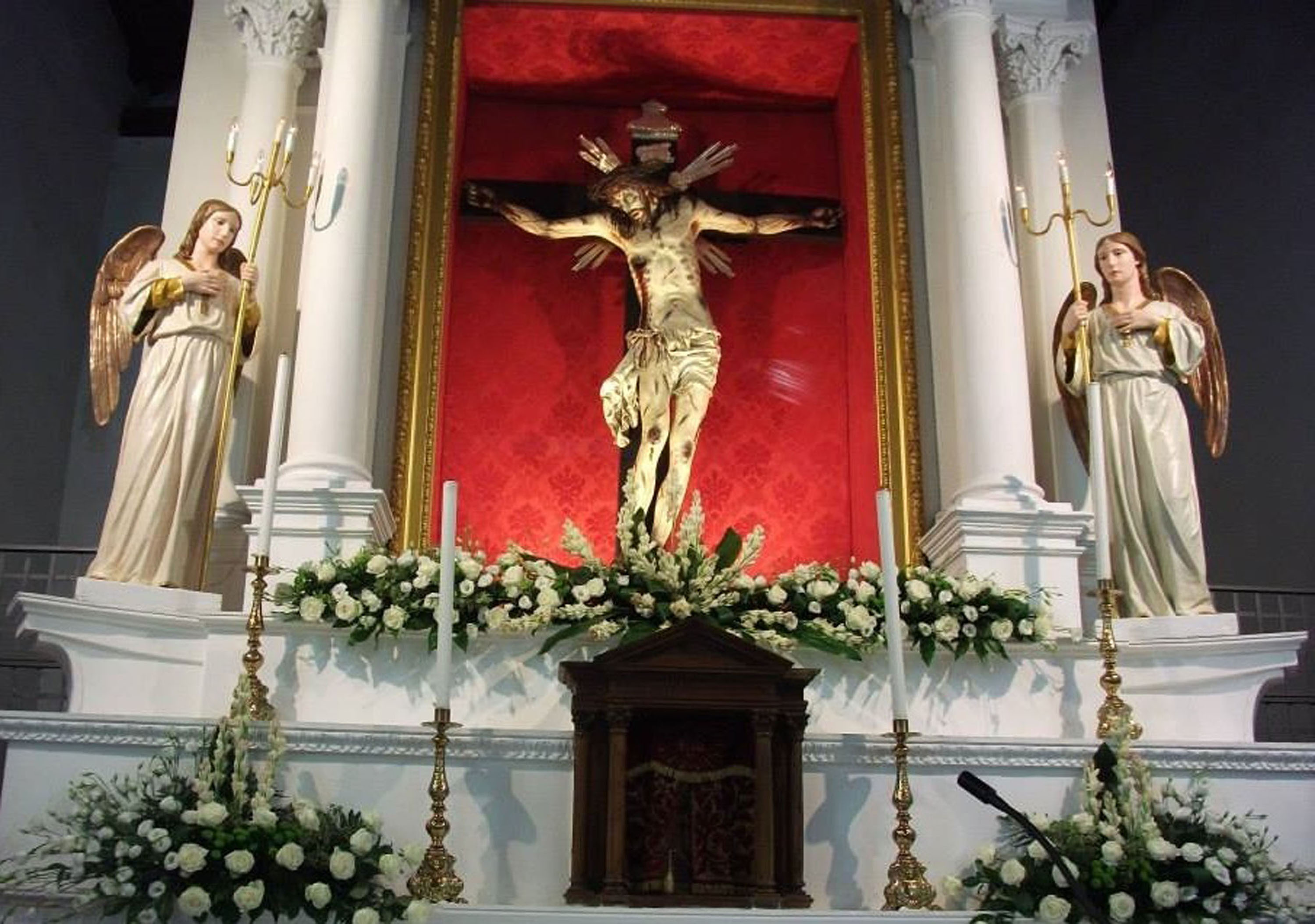
L'altare maggiore con il Santissimo Crocifisso del XVII secolo.

L'abside, a pianta rettangolare, presenta due pareti laterali ognuna con una porta d'accesso rispettivamente alla sacrestia e ai locali annessi della chiesa, e una parete di fondo, inaccessibile per la presenza di una inferriata, nella quale sono collocate due monofore.
Al centro dell'abside è collocato l'altare maggiore del Santissimo Crocifisso (XVIII secolo), anch'esso realizzato in muratura intonacata e stucco modellato e dipinti, ad opera di maestranze locali. Nella parte inferiore dell'altare è posizionato un paliotto in tessuto di seta bianco ricamato con le insegne francescane (XX secolo), manifattura dell'Italia meridionale, sovrastato da un tabernacolo ligneo intagliato (XIX secolo) di scuola calabrese e da un'edicola che conserva al suo interno un Crocifisso ligneo del XVII secolo, realizzato in legno scolpito e cartapesta modellata policromi, opera di bottega dell'Italia meridionale ed attribuito a frate Umile da Petralia. La scultura è segnalata nell'Inventario degli Oggetti d'Arte d'Italia con la seguente descrizione:
Ai lati dell'edicola sono collocate quattro colonne corinzie, due per lato, che sorreggono una lunetta con raffigurato l'occhio della Provvidenza. Al suo interno l'edicola è rivestita di stoffa damascata rossa e l'icona del Crocifisso è protetta da una cornice dorata con vetro. Completano l'altare due statue policrome di angeli reggicandelabro (XXI secolo), poste anch'esse ai lati dell'edicola, davanti alle colonne.
Completano le opere d'arte dell'abside tre antiche tele della Via Crucis, situate alle pareti e attribuite all'artista calabrese Cristoforo Santanna di Rende.
La pavimentazione e il soffitto dell'abside risultano essere, per tipologia e materiali, la continuazione di quelli presenti nel transetto.

#### Cripta
Sottostante al transetto e all'abside è collocata una cripta, dove anticamente trovavano sepoltura i frati del convento annesso, andato perduto, ed è raggiungibile tramite una botola che si apre al centro del presbiterio, dalla quale inizia una scala che conduce al luogo interrato. Attualmente la cripta è utilizzata come sacrario diocesano e, nelle nicchie presenti nelle murature perimetrali (usate in passato come loculi per i frati), sono collocate alcune reliquie di santi. Tra le numerose reliquie ve ne è una di San Rocco.

## Festività e ricorrenze
- Festa del Santissimo Crocifisso (3 maggio, con processione per le vie cittadine);
- Raduno della corporazione dei bovari della Varia (ultima domenica di agosto - evento legato al corteo storico della Varia di Palmi).[43]

## Titoli
- Sacrario diocesano. È visitabile il 1º novembre di ogni anno;[41]
- Chiesa sussidiaria. Il luogo di culto appartiene alla Parrocchia di Maria Santissima del Soccorso[44] ed in passato ha assolto temporaneamente anche le funzioni di chiesa parrocchiale, come ad esempio nei periodi di restauro della chiesa di Maria Santissima del Soccorso.

Inoltre, i precedenti luoghi di culto, ebbero anche il titolo di chiesa conventuale prima dei Frati Minori Osservanti (dal 1537 al 1621) e, successivamente, dell'Ordine dei Frati Minori Cappuccini (dal 1621 al 1866, non continuativamente).

## Riconoscimenti
- Provvedimento di tutela tramite decreto della Direzione Generale per i Beni Culturali e Paesaggistici della Calabria, n. 1012 del 30 novembre 2011, della «Chiesa del Santissimo Crocefisso», per vincolo architettonico e monumentale.[45]

### Esplicative
1. ↑  Per l'antico monastero annesso alla stessa.
2. ↑  Questa ipotesi è dovuta all'esistenza di una cripta sotto il presbiterio, che gli archeologi suppongono possa aver fatto parte di una chiesa più antica del XVI secolo.
3. ↑  Bolla Instaurandae regularis disciplinae (15 agosto 1652) il pontefice rese noti i conventi destinati alla chiusura nella penisola italiana. Furono soppressi i conventi che ospitavano meno di sei monaci
4. ↑  L'abate osservò che: «i Riformati di san Francesco sono vi ben trattenuti». Di particolare rilievo viene citato che, nel grande convento annesso alla chiesa, vi era un professorio (cioè un seminario nel quale venivano educati i novizi per il sacerdozio), un ampio chiostro ed un vasto refettorio affrescato con la scena dell'Ultima Cena.
5. ↑  Status Provinciae Reformatorum Sanctorum Septem Martyrus, 6 gennaio 1724.
6. ↑  Nella ricognizione del 6 gennaio 1724, si attestò che il convento venne ricostruito data l'inadeguatezza di quello precedente, e che i lavori furono eseguiti con l'obolo dei fedeli e con la manovalanza dei frati stessi. Alla data della ricognizione il convento era formato da 22 celle, 2 sale delle quali una in comune (in quanto deposito), un'infermeria, ed una biblioteca in corso di realizzazione. Anche la sacrestia della chiesa non era stata completata e gli arredi sacri ed i paramenti erano risposti in una cella vicina al luogo di culto. Attorno al convento vi era un orto, con produzione di olio e di frutta per i religiosi, cinto da muri e per un'estensione di mezzo miglio. I religiosi vivevano esclusivamente grazie alle questue della cittadinanza ed ai 35 ducati donati dalla pubblica amministrazione. Le rendite che entravano al convento erano gestite da un "sindaco apostolico".
7. ↑  Entrambi gli edifici ebbero gravi lesioni. Furono demoliti il frontespizio della chiesa, il campanile (che non venne più ricostruito) ed il muro laterale est, poiché pericolanti. Fu ricostruito i dormitorio dei frati. Inoltre, negli anni seguenti, la Cassa Sacra spogliò la chiesa di tutte le opere d'arte che erano state realizzate con le rendite e con gli oboli dei fedeli.
8. ↑  In data 4 febbraio 1867, la Sottoprefettura del Circondario di Palmi comunicò che tutti i frati avevano abbandonato il convento.
9. ↑  Per volontà dell'amministrazione comunale, la quale, il 28 novembre 1866 dichiarò che «la Chiesa annessa a tale Fabbricato si rende necessaria ed utile a quella parte di abitanti che dimorano in quel Quartiere, non essendovene altra vicina per adempiere essi agli servigi religiosi». Inoltre due anni dopo, il 12 ottobre 1868, l'amministrazione precisò che «la quale Chiesa come accessoria del Convento il Municipio potrà chiudere o tenere aperta al pubblico, avvertendo che in quest'ultimo caso saranno a suo carico le spese tutte relative, come altresì dell'Ufficiatura. In la quale essendo prescelto un religioso della soppressa Congregazione, questi dovrà svestire l'abito monastico, e vestire invece quello di prete secolare».
10. ↑  Domenico Guardata riporta: «In Palmi esiste un vasto convento appartenente ai PR Riformati dispersi, al quale è annessa una vasta chiesa. Adesso Convento e Chiesa sono divenuti proprietà del Comune, il quale, eretto il Vescovado, è pronto a cederli per Episcopio e Seminario».

### Bibliografiche
1. 1 2 3 4 5 6 7 8 9 10 11 12 13 14 15 16 17 18 19 20 21 22   Chiesa del Santissimo Crocifisso <Palmi>, su Le chiese delle diocesi italiane, Conferenza Episcopale Italiana. URL consultato il 22 maggio 2019.
2. ↑   Chiesa dei monaci, su catalogo.beniculturali.it.
3. 1 2 3 4 5 6 7 8 9 10 11 12 13 14   La voce del Tirreno, 5 marzo 2009 anno 3 n. 3 (PDF), su lavocedeltirreno.it. URL consultato il 24 settembre 2016 (archiviato dall'url originale il 24 febbraio 2013).
4. 1 2 3 4 5  De Salvo, pag. 151.
5. ↑   Il Crocifisso dei Monaci in Palmi, su arteculturafotoin.it. URL consultato il 12 dicembre 2014 (archiviato dall'url originale il 29 maggio 2014).
6. ↑  Leopardi, pag. 151.
7. 1 2 3   I CROCIFISSI DI PALMI E TERRANOVA SAPPO MINULIO - Antonio Tripodi (PDF) [collegamento interrotto], su lalbadellapiana.it. URL consultato il 12 dicembre 2014.
8. ↑  Rocco Liberti, pag. 6.
9. ↑  De Salvo, pag. 152.
10. ↑  Ferraro, pag. 58.
11. ↑  Caldora, pag. 227.
12. ↑  Calogero, pag. 10.
13. ↑   pag. 1361 (PDF), su vatican.va. URL consultato il 4 marzo 2013.
14. ↑   Consolidamento e restauro intero edificio in stato di degrado statico e manutentivo., su 8xmille.it. URL consultato il 1º ottobre 2019 (archiviato dall'url originale il 1º ottobre 2019).
15. ↑   Maestranze calabresi sec. XVIII, Altare di Sant'Antonio, su beweb.chiesacattolica.it. URL consultato il 17 giugno 2019 (archiviato dall'url originale il 31 marzo 2019).
16. ↑   Bottega calabrese sec. XX, Sportello di tabernacolo con calice, su beweb.chiesacattolica.it. URL consultato il 17 giugno 2019 (archiviato dall'url originale il 31 marzo 2019).
17. 1 2 3 4 5 6 7 8  PIAR - Piano Integrato Area Rurale - Piana di Gioia Tauro Archiviato il 5 ottobre 2013 in Internet Archive.
18. ↑   Scuola calabrese sec. XIX, Sant'Antonio da Padova, su beweb.chiesacattolica.it. URL consultato il 17 giugno 2019 (archiviato dall'url originale il 31 marzo 2019).
19. ↑   Maestranze calabresi sec. XVIII, Altare della Deposizione di Gesù, su beweb.chiesacattolica.it. URL consultato il 17 giugno 2019 (archiviato dall'url originale il 31 marzo 2019).
20. ↑   Bottega calabrese sec. XX, Sportello di tabernacolo ligneo dipinto, su beweb.chiesacattolica.it. URL consultato il 17 giugno 2019 (archiviato dall'url originale il 31 marzo 2019).
21. ↑   Maestranze calabresi sec. XVIII, Altare della Madonna immacolata, su beweb.chiesacattolica.it. URL consultato il 17 giugno 2019 (archiviato dall'url originale l'11 aprile 2019).
22. ↑   Scuola dell'Italia meridionale sec. XVIII, Madonna Immacolata e Santi, su beweb.chiesacattolica.it. URL consultato il 17 giugno 2019.
23. ↑   Maestranze calabresi sec. XVIII, Altare della Madonna assunta, su beweb.chiesacattolica.it. URL consultato il 17 giugno 2019 (archiviato dall'url originale il 31 marzo 2019).
24. ↑   Bottega calabrese sec. XX, Sportello di tabernacolo con cornice sagomata, su beweb.chiesacattolica.it. URL consultato il 17 giugno 2019 (archiviato dall'url originale il 31 marzo 2019).
25. ↑   Ambito calabrese sec. XIX, Madonna Assunta e Angeli, su beweb.chiesacattolica.it. URL consultato il 17 giugno 2019 (archiviato dall'url originale il 31 marzo 2019).
26. ↑   Maestranze calabresi sec. XVIII, Altare della Madonna addolorata, su beweb.chiesacattolica.it. URL consultato il 17 giugno 2019 (archiviato dall'url originale il 31 marzo 2019).
27. ↑   Bottega calabrese sec. XX, Tabernacolo ligneo, su beweb.chiesacattolica.it. URL consultato il 17 giugno 2019 (archiviato dall'url originale il 31 marzo 2019).
28. ↑   Manifattura calabrese sec. XX, Paliotto ricamato, su beweb.chiesacattolica.it. URL consultato il 17 giugno 2019 (archiviato dall'url originale il 31 marzo 2019).
29. ↑   Bottega dell'Italia meridionale sec. XIX, Madonna Addolorata, su beweb.chiesacattolica.it. URL consultato il 17 giugno 2019 (archiviato dall'url originale il 31 marzo 2019).
30. ↑   Bottega calabrese (1878), Pedana processionale, su beweb.chiesacattolica.it. URL consultato il 2 maggio 2019.
31. ↑   Maestranze calabresi sec. XVIII, Altare del Sacro Cuore di Gesù, su beweb.chiesacattolica.it. URL consultato il 17 giugno 2019 (archiviato dall'url originale il 16 giugno 2019).
32. ↑   Ambito calabrese sec. XX, Sacro Cuore di Gesù, su beweb.chiesacattolica.it. URL consultato il 17 giugno 2019 (archiviato dall'url originale il 16 giugno 2019).
33. ↑   Maestranze calabresi sec. XVIII, Altare del Crocifisso, su beweb.chiesacattolica.it. URL consultato il 17 giugno 2019 (archiviato dall'url originale il 19 aprile 2019).
34. ↑   Manifattura calabrese sec. XX, Paliotto mobile, su beweb.chiesacattolica.it. URL consultato il 17 giugno 2019 (archiviato dall'url originale il 22 giugno 2019).
35. ↑   Maestranze calabresi sec. XVIII, Altare della Madonna e santi, su beweb.chiesacattolica.it. URL consultato il 17 giugno 2019 (archiviato dall'url originale il 22 giugno 2019).
36. ↑   Bottega calabrese sec. XX, Tabernacolo, su beweb.chiesacattolica.it. URL consultato il 17 giugno 2019 (archiviato dall'url originale il 22 giugno 2019).
37. ↑   Scuola dell'Italia meridionale sec. XVIII, Madonna con Bambino e Santi, su beweb.chiesacattolica.it. URL consultato il 17 giugno 2019 (archiviato dall'url originale il 22 giugno 2019).
38. ↑   Manifattura dell'Italia merid. sec. XX, Paliotto dell'altare maggiore, su beweb.chiesacattolica.it. URL consultato il 17 giugno 2019 (archiviato dall'url originale il 19 aprile 2019).
39. ↑   Bottega calabrese sec. XIX, Tabernacolo, su beweb.chiesacattolica.it. URL consultato il 17 giugno 2019 (archiviato dall'url originale il 19 aprile 2019).
40. ↑   Bottega dell'Italia meridionale sec. XVII, Cristo crocifisso, su beweb.chiesacattolica.it. URL consultato il 17 giugno 2019.
41. 1 2   S. Messa al Sacrario Diocesano - S. E. Rev.ma Mons. Francesco Milito Palmi (RC), su oppido-palmi.chiesacattolica.it. URL consultato il 4 gennaio 2015 (archiviato dall'url originale il 4 gennaio 2015).
42. ↑  AA.VV., p. 38.
43. ↑   Bovari, su mbuttaturidellavaria.it. URL consultato il 22 novembre 2014 (archiviato dall'url originale il 29 novembre 2014).
44. ↑  BeWeB.
45. ↑   DECRETO DI TUTELA PER LA CHIESA DEL SANTISSIMO CROCEFISSO [collegamento interrotto], su comune.palmi.rc.it. URL consultato il 15 aprile 2019.